# 多媒體短訊
多媒体簡訊（英語：Multimedia Messaging Service，缩写：MMS）是传送文字、图片、动画、音訊和影片等多媒体訊息的功能。这是移动电话接收和发送多媒体訊息的一种方式。与只能传送160字符的簡訊相比，多媒体簡訊扩充了收发文本的长度。
多媒体簡訊最流行的用途是通过带有照相机的移动设备传送照片，此外这也是传送新闻和包括影片、铃声等娱乐訊息的常用方式。
过去，多媒体簡訊的大小通常为50KB，这是由运营商和手机终端双方面决定的。现在大部分手机可支持300KB的多媒體短訊。

## 技术
多媒体信息的传送方式与短信完全不同。第一步是设备为多媒体信息进行编码（类似于MIME邮件）。然后，该信息会被转发至MMS存储与发送服务器（称为MMSC，Multimedia Messaging Service Center）。

## 安全性
某些惡意多媒體短訊會導致手機當機或中毒。根據資安研究研究人員發現，一個被稱為Stagefright的漏洞，只要讓你收到一個特製的多媒體短訊，就可以讓攻擊者無須經過任何互動就完全控制你的手機。